# Championnat du Canada d'échecs
Le championnat d'échecs du Canada est une compétition organisée régulièrement par la fédération canadienne des échecs pour désigner le meilleur joueur d'échecs national. Il s'agit souvent d'un tournoi fermé, et ne doit pas être confondu avec l'Open du Canada. Le championnat du Canada est un tournoi zonal, qui sert de qualification dans le cycle du championnat du monde d'échecs. Jusqu'aux années 1990 Le vainqueur du championnat était qualifié pour le tournoi interzonal. Depuis les années 2000, le champion du Canada est qualifié pour la Coupe du monde d'échecs. 

## Palmarès
L'astérisque indique que le championnat a été remporté à la suite d'un ou plusieurs matchs de départage.
- 1872 : tournoi inachevé
- 1873 : Albert Ensor
- 1874 : William Hicks
- 1875 : George Jackson
- 1876 : Edward Sanderson
- 1877 : Henry Howe
- 1878 : Jacob Ascher
- 1879 : Edwin Pope
- 1881 : Joseph Shaw
- 1882 : Edward Sanderson
- 1883 : Jacob Ascher,
 Henry Howe
- 1884 : Francois-Xavier Lambert
- 1886 : Nicholas MacLeod
- 1887 : George Barry *, Nicholas MacLeod
- 1888 : Nicholas MacLeod *, James Narraway, Edwin Pope
- 1889 : Richard Fleming *, James Narraway
- 1890 : Robert Short
- 1891 : A. Thomas Davison
- 1892 : William Boultbee
- 1893 : James Narraway
- 1894 : A. Thomas Davison
- 1897 : James Narraway
- 1898 : James Narraway
- 1899 : Magnus Smith
- 1904 : Magnus Smith
- 1906 : Magnus Smith
- 1908 : Joseph Sawyer
- 1910 : John Morrison
- 1913 : John Morrison *, Charles Blake
- 1920 : Sydney Gale *,
 John Harvey
- 1922 : John Morrison
- 1924 : John Morrison
- 1926 : John Morrison
- 1927 : Maurice Fox
- 1929 : Maurice Fox
- 1931 : Maurice Fox *, John Morrison, George Eastman
- 1932 : Maurice Fox
- 1933 : Robert Martin
- 1934 : John Belson
- 1935 : Maurice Fox
- 1936 : Boris Blumin
- 1937 : Boris Blumin
- 1938 : Maurice Fox
- 1940 : Maurice Fox
- 1941 : Daniel Yanofsky
- 1943 : Daniel Yanofsky
- 1945 : Daniel Yanofsky, Frank Yerhoff
- 1946 : John Belson
- 1947 : Daniel Yanofsky
- 1949 : Maurice Fox
- 1951 : Paul Vaitonis
- 1953 : Frank Anderson, Daniel Yanofsky
- 1955 : Frank Anderson
- 1957 : Paul Vaitonis
- 1959 : Daniel Yanofsky
- 1961 : Lionel Joyner
- 1963 : Daniel Yanofsky
- 1965 : Daniel Yanofsky
- 1969 : Duncan Suttles *, Zvonko Vranesic (2e)
- 1972 : Peter Biyiasas
- 1975 : Peter Biyiasas
- 1978 : Jean Hébert
- 1981 : Igor Ivanov
- 1984 : Kevin Spraggett
- 1985 :  Raymond Stone*, Igor Ivanov (2e)
- 1986 : Igor Ivanov,
 Kevin Spraggett
- 1987 : Igor Ivanov
- 1989 : Kevin Spraggett
- 1991 : Lawrence Day
- 1992 : Alexandre Le Siège
- 1994 : Kevin Spraggett
- 1995 : Ron Livshits *, Francois Leveille, Bryon Nickoloff
- 1996 : Kevin Spraggett
- 1999 : Alexandre Le Siège
- 2001 : Alexandre Le Siège *, Kevin Spraggett (2e)
- 2002 : Pascal Charbonneau *, Kevin Spraggett (2e)
- 2004 : Pascal Charbonneau *, Eric Lawson (2e)
- 2006 : Igor Zugic
- 2007 : Nikolay Noritsyn *, Jean Hébert (2e), Ron Livshits, Artiom Samsonkin
- 2009 : Jean Hébert
- 2011 : Bator Sambuev *, Eric Hansen (2e)[2]
- 2012 : Bator Sambuev[3]
- 2015 : Tomas Krnan*,
 Eric Hansen (2e), Leonid Gerzhoy[4]
- 2017 : Bator Sambuev *, Nikolay Noritsyn[5]
- 2019 : Evgueni Bareïev[6]
- 2022 : Yuanchen Zhang[7]
- 2023 : Nikolay Noritsyn[8]
- 2024 : Shiyam Thavandiran[9]

## Championnes du Canada
- 1970 et 1973 : Smilja Vujosevic (première femme au championnat open du Canada)[10]
- 1975 : Smilja Vujosevic
- 1978 : Nava Shterenberg
- 1981 : Nava Shterenberg
- 1984 : Nava Shterenberg
- 1986 : Nava Shterenberg
- 1989 : Nava Shterenberg
- 1991 : Nava Starr (née Shterenberg)
- 1995 : Nava Starr
- 1996 : Johanne Charest
- 2001 : Nava Starr
- 2004 : Dinara Khaziyeva
- 2006 : Natalia Khoudgarian (championne au départage), Dina Kagramanov
- 2007 : Natalia Khoudgarian
- 2009 : Dina Kagramanov
- 2011 : Natalia Khoudgarian[11]
- 2012 : Natalia Khoudgarian[12]
- 2016 : Qiyu Zhou
- 2018 : Maïli-Jade Ouellet
- 2022 : Maïli-Jade Ouellet[13]
- 2024 : Maïli-Jade Ouellet[9]